# Maria Trzeciak
Maria Trzeciak, po mężu Matkowska-Woyniczowa (ur. 23 grudnia 1901 w Rudoszanach, zm. w 19 sierpnia 1970 w Warszawie) – działaczka niepodległościowa, członkini Polskiej Organizacji Wojskowej, biuralistka, rolniczka.

## Życiorys
Urodziła się 23 grudnia 1901 w majątku Rudoszany, w ówczesnym powiecie święciańskim guberni wileńskiej, w rodzinie Stanisława i Heleny ze Śmigielskich. Była siostrą Józefa (1874–1935), Stanisława ps. „Granat” (1891–1974), komendanta POW na powiat święciański, Jana ps. „Wilk” (ur. 1893), inżyniera i Tadeusza ps. „Topaz” (1896–1942).
W czasie I wojny światowej należała do Polskiej Organizacji Wojskowej. Od 20 kwietnia 1917 do 16 lipca 1918 w jej mieszkaniu w Wilnie przy ul. Portowej 4 m. 1 wydawano w tajnej drukarni „Biuletyn Wileński”, organ prasowy Ekspozytury Komendy Naczelnej POW na Litwie i Białorusi. Na jego łamach podawano informacje na temat aktualnych wydarzeń społeczno-politycznych, a także publikowano ważniejsze akty normatywne. Mieszkanie było również miejscem pracy komendanta XI Okręgu Wileńskiego POW, porucznika Józefa Januszko ps. „Stanisław Zabielski”, miejscem zebrań, miejscem zamieszkania Adolfa Dzierżyńskiego, a także mieszkaniem dla kurierów i osób ukrywających się. W 1918 w lokalu przy Portowej 4 urządzono składnicę broni kupowanej przez różne osoby, w tym przez Marię. Dla lepszego zakonspirowania lokalu Maria musiała nawiązać stosunki towarzyskie z wyższymi oficerami armii niemieckiej, co uśpiło czujność władz niemieckich. 
W 1920, w czasie wojny z bolszewikami, razem z siostrą Salomeą służyła w Wojsku Polskim, w sekcji propagandy i opieki nad żołnierzem.
W 1922 była instruktorką oświatową w Oddziale II w Wilnie. W latach 30. XX wieku nadal mieszkała w Wilnie przy ul. Portowej 4 m. 1. Zmarła 19 sierpnia 1970 w Warszawie i została pochowana na cmentarzu Powązkowskim (kwatera 141, rząd 3, miejsce 13).

## Ordery i odznaczenia
- Krzyż Niepodległości – 19 czerwca 1938 „za pracę w dziele odzyskania niepodległości”[17][4], zamiast uprzednio (16 marca 1937) nadanego Medalu Niepodległości[18][2]
- Krzyż Walecznych trzykrotnie[11]